# 米兰·罗迪奇
米兰·罗迪奇（羅馬化：Milan Rodić，1991年4月2日—），塞尔维亚男子足球运动员，场上位置是后卫。他曾代表塞尔维亚国家队参加2018年国际足联世界杯，结果队伍止步小组赛阶段。